# Station Bình Triệu
Station Bình Triệu is een spoorwegstation in Thủ Đức, een van de 24 districten van Ho Chi Minhstad in Vietnam. Station Bình Triệu ligt aan de Noord-zuid spoorweg, die Station Sài Gòn met Station Hanoi verbindt.
Ter hoogte van het station vertakt de enkelsporige spoorlijn in drie sporen, waardoor treinen elkaar kunnen passeren. Het station ligt ten oosten van de Bình Lợibrug.
Station Hanoi · Station Phu Ly · Station Nam Dinh · Station Thanh Hoa · Station Hai Phong · Station Vinh · Station Đồng Hới · Station Dong Ha · Station Hue · Station Da Nang · Station Tam Ky · Station Quang Ngai · Station Dien Tri · Station Tuy Hoa · Station Nha Trang · Station Muong Man · Station Sài Gòn